# سام كيث
سام كيث (بالإنجليزية: Sam Keith)‏ هو كاتب أمريكي، ولد في 1921، وتوفي في 2003.